# Henri Collin
Ne doit pas être confondu avec Henri Colin (chanoine).
Pour les articles homonymes, voir Collin.
Henri, Dominique  Collin (29 juillet 1853 à Bourges - 30 novembre 1921 à Metz) est un ecclésiastique et homme politique français. Chanoine, il fut journaliste à La Croix, puis au Lorrain, avant d'être élu sénateur du département de la Moselle en 1920.

## Biographie
Issu d'une famille originaire de Moselle, Henri Collin naît le 27 juillet 1853 à Bourges dans le Cher, où son père se trouve en garnison. Ses parents rentrent ensuite en Moselle à Clouange où Henri grandit. Après être passé par le petit séminaire de Montigny-les-Metz, il intègre le séminaire de Saint-Sulpice et est ordonné prêtre en 1877. Il a alors vécut le siège de Metz durant la guerre de 1870 durant laquelle il servit comme ambulancier.
Il est nommé vicaire à Saint-Martin-de-Metz, et participe au comité de rédaction du journal Le Lorrain en 1883, dont il prend la direction en 1887. Il devient ensuite directeur politique du journal, poste qu'il garde jusqu'en 1914, il écrit alors de nombreux articles et est responsable de la ligne culturelle et politique du journal. Il est un opposant à la présence allemande, et est condamné plusieurs fois pour ses activités au sein du "bloc lorrain". En 1897, il devient rédacteur en chef et directeur de l'Imprimerie Lorraine, qui imprimait le journal. En 1902, il est officiellement nommé chanoine honoraire et en 1903, Henri Collin devient chanoine et dirige le bureau des œuvres diocésaines. Son rôle est alors de maintenir la langue française dans la région et de contrer la germanisation. Il est élu en 1898 membre de l'Académie de Metz qu'il préside en 1902 et 1903 puis en 1913 et 1914. Il est alors l'un des artisans de la résistance des Mosellans de Metz contre l'Allemagne, il participe à de nombreuses réunions politiques et apporte son soutien à chaque candidature locale pro-francophone. Il participe à la création du « Groupe lorrain » puis du « Parti Lorrain indépendant » en 1907 sans toutefois y adhérer. Il s'oppose ensuite aux nouveaux arrivants du clergé vers 1908 face à l'entrée des catholiques francophone dans le Centre alsacien-lorrain.  
En juillet 1914, le chanoine Collin s'enfuit en France pour éviter d'être arrêté au moment de la déclaration de guerre. Trois jours après la déclaration, le journal Le Lorrain fut fermé et les rédacteurs arrêtés. Il s'installe à Paris et écrit dans le journal La Croix. Il est alors déchu de la nationalité allemande et refonde le Groupe lorrain. Il revient en Lorraine dès le 22 novembre 1918 et refonde Le Lorrain avec Charles Ritz et Nicolas Houpert. Il est l'un des fondateurs de l'Union républicaine lorraine et il est élu sénateur de la Moselle en 1920 dans le groupe de l'Union républicaine. Il est favorable à Alexandre Millerand comme président du Conseil. Henri Collin décède peu après, le 30 novembre 1921, à Metz en Moselle.

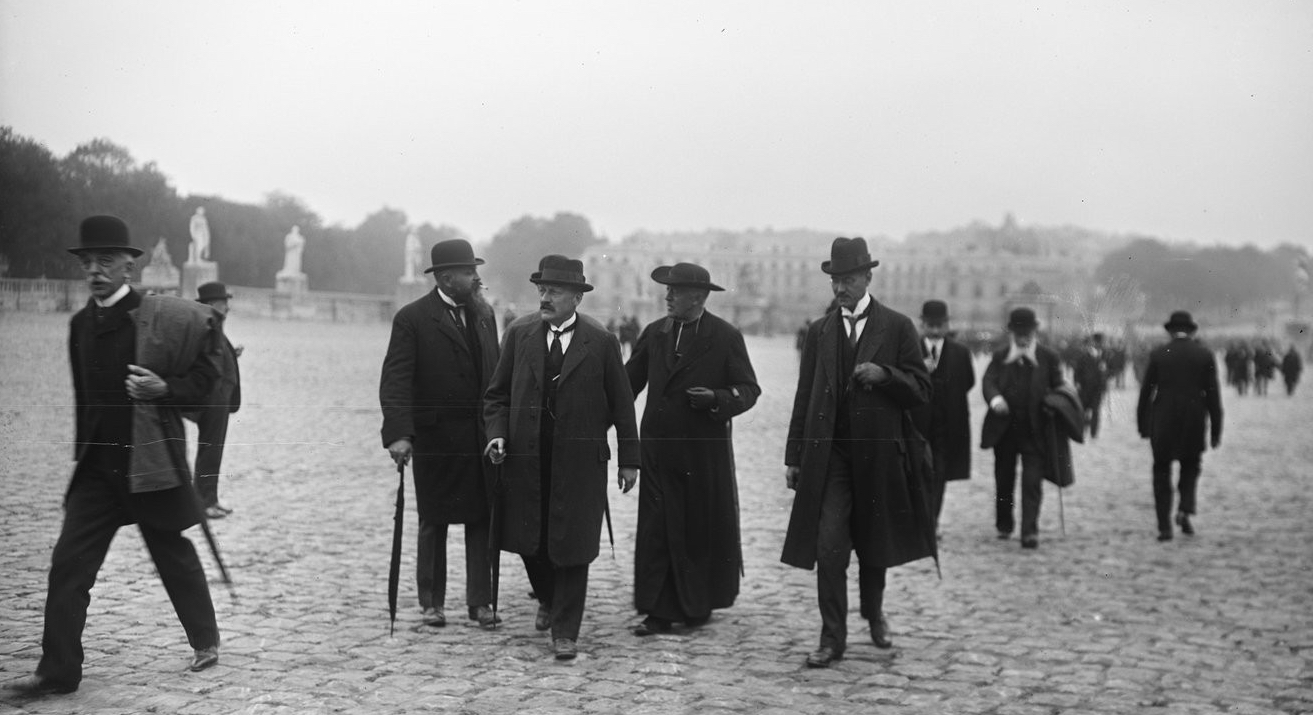
Versailles, élection présidentielle de 1920 - arrivée du chanoine Collin et des députés lorrains.

En mai 1920, il avait été nommé membre du comité directeur de la Ligue des patriotes présidée par Maurice Barrès.
Une rue de Metz porte son nom.

## Décoration
- Chevalier de la Légion d'honneur

## Sources
- « Henri Collin », dans le Dictionnaire des parlementaires français (1889-1940), sous la direction de Jean Jolly, PUF, 1960 [détail de l’édition]
- Roth, François. Henri-Dominique Collin : catholicisme messin et vie politique durant l'annexion allemande. Annales de l'est - Dossier : Vie religieuse et mentalités à Metz des origines chrétiennes au XXe siècle, 1979, n°3, p. 271-284.
- Roth, François: Collin, Henri (1853-1921) , dans Les Lorrains entre la France et l'Allemagne: itinéraires d'annexés, Metz : Éditions Serpenoise ; Nancy : Université de Nancy II, 1981.
- Dir. Jean El Gammal, François Roth et Jean-Claude Delbreil, Dictionnaire des Parlementaires lorrains de la Troisième République, Metz, Serpenoise, 2006 (ISBN 2-87692-620-2, OCLC 85885906, lire en ligne), p. 279-281